# صدف‌های مغزی
صدف‌های مغزی (نام علمی: Nuculida) نام یک راسته از رده دوکفه‌ای‌ها است.